# Cydistomyia grayi
Cydistomyia grayi är en tvåvingeart som först beskrevs av H. Oldroyd 1957.  Cydistomyia grayi ingår i släktet Cydistomyia och familjen bromsar.
Artens utbredningsområde är Malawi. Inga underarter finns listade i Catalogue of Life.